# Big Bang Baby
«Big Bang Baby» es una canción del álbum Tiny Music..., el tercer álbum de la banda Stone Temple Pilots. Fue el primer sencillo que se publicó en el álbum, seguido por "Lady Picture Show" , Y alcanzó el número 1 en el Billboard Mainstream Rock Tracks. La canción cuenta con un optimista riff y estribillo, que rinde homenaje al Glam Rock, estilo musical de la década de 1970. "Big Bang Baby" también aparece en el álbum de grandes éxitos, Thank You.

## Significado
Ha habido varias teorías sobre el significado de la canción, sin encontrar respuestas. Probablemente, la mayoría esta de acuerdo en el sentido de es una referencia a la venta a cabo, según la interpretación de la letra; 
Sell your soul and sign an autograph
Spin me up, spin me spin me down
Station to station send me up or down
(En español)
Vende tu alma, y firma un autógrafo
Girame Girame Girame hacia abajo
La estación a la estación de enviarme hacia arriba o hacia abajo
Muchos ven las dos últimas líneas como una referencia a un registro vinílico y la reproducción de la canción en las estaciones de radio (así como una referencia al álbum de David Bowie, Station to Station). Otra alusión al hecho llamativo son las similitudes de los coros principales a los Rolling Stones canción "Jumpin' Jack Flash", y afirmando que la originalidad se convierte en imposible. El video musical también apoya esta interpretación.

## Video musical
El video musical dirigido por John Eder muestra características de la banda cantando en una habitación blanca. La característica más notable del video es la intencional de bajo presupuesto que se siente. La banda aparece en fotos que aparecen retro homenaje y, posiblemente, principios de los vídeos musicales. En una escena de Scott Weiland arroja un dólares hacia la cámara. Un segmento de las características de la banda en una parodia de La tribu de los Brady, donde cada miembro de la cara se muestra en una caja de plazas. 
La banda declaró en entrevistas que el vídeo, que fue de bajo presupuesto, se inspiró en parte por el video de Toni Basil de la canción "Mickey". Ambos videos son de fondo blanco y el rendimiento bajo. 
En el DVD Thank You, escenas de la grabación de la banda cuando se graba "Big Bang Baby" con el productor Brendan O'Brien se puede ver justo antes de que el video musical se inicie. Las escenas muestran a Eric Kretz fuera de la batería y de la grabación, mientras que el resto de la banda ensaya dentro de la canción con O'Brien.

## Lista de canciones
| Sencillo en CD |                 |          |  |
| N.º            | Título          | Duración |  |
| 1.             | «Big Bang Baby» | 3:23     |  |
| 2.             | «Adhesive»      | 5:34     |  |
| 3.             | «Daisy»         | 2:18     |  |

## Posicionamiento en listas
| País           | Lista (1996)                | Mejor posición |
| -------------- | --------------------------- | -------------- |
| Australia      | ARIA Singles Chart          | 37             |
| Canadá         | RPM Top Singles             | 18             |
| Estados Unidos | Billboard Hot 100 Airplay   | 28             |
| Estados Unidos | Modern Rock Tracks          | 2              |
| Estados Unidos | Mainstream Rock Tracks      | 1              |
| Reino Unido    | The Official Charts Company | 154            |

### Sucesión en listas
| Anterior: «In the Meantime» de Spacehog | Mainstream Rock Tracks — Sencillo Nro 1 4 de mayo de 1996 — 10 de mayo de 1996 | Siguiente: «Where the River Flows» de Collective Soul |